# José Manuel Moreno
José Manuel Moreno Fernández (3. srpna 1916, Buenos Aires – 26. srpna 1978, Merlo, Buenos Aires) byl argentinský fotbalista.
Hrával na pozici útočníka. Měl přezdívku El Charro. V letech 1936–1950 hrál za reprezentační tým Argentiny, odehrál za něj 34 zápasů a vstřelil 19 branek. Třikrát s ním vyhrál mistrovství Jižní Ameriky (1941, 1942, 1947). Se třinácti góly je třetím nejlepším střelcem v historii tohoto mistrovství. V ročníku 1942 byl nejlepším střelcem, v ročníku 1947 vyhlášen nejlepším hráčem turnaje. Je prvním hráčem historie, který vyhrál mistrovský titul ve čtyřech různých zemích: s CA River Plate se stal pětkrát mistrem Argentiny (1936, 1937, 1941, 1942, 1945), s Clubem España mistrem Mexika (1946), s Universidad Católica mistrem Chile (1949) a s Independiente Medellín dvakrát mistrem Kolumbie (1955, 1957). Mezinárodní federace fotbalových historiků a statistiků ho roku 1999 vyhlásila 25. nejlepším fotbalistou 20. století (pátým nejlepším Jihoameričanem, třetím nejlepším Argentincem).